# António Conceição da Silva Oliveira
António Conceição da Silva Oliveira (n. 6 decembrie 1961, Maximinos⁠(d), Districtul Braga, Portugalia), mai cunoscut ca Toni Conceição, este un antrenor portughez de fotbal, actual selecționer al reprezentativei Camerunului. În România, alături de CFR Cluj, Conceição a cucerit de două ori Cupa României (2009, 2016) și o dată Supercupa României (2009).

## Cariera de jucător
Născut în Maximinos, în districtul Braga, Conceição și-a început cariera de fotbalist la echipa SC Braga, iar apoi a evoluat pentru Grupul Spotiv Riopele, FC Vizela, revenind pentru o perioadă la Braga. El a semnat cu FC Porto în vara anului 1989, unde a evoluat timp de doi ani după care s-a retras.

## Cariera de antrenor
Conceição și-a început cariera de antrenor ca secund la SC Braga. Apoi a mai antrenat echipe ca Naval, Estrela Amadora, cu care a terminat în sezonul 2005-2006 pe locul 9 în prima ligă portugheză, Vitoria Setubal, timp de 4 luni, Trofense sau Belenenses.
Pe cei de la Trofense i-a preluat în sezonul 2007-2008 din Segunda Liga și a reușit cu aceștia prima promovare în Primeira Liga din istoria echipei, conducerea echipei decizând atunci să-i prelungească acestuia contractul. Aceasta s-a clasat la finalul sezonului pe locul întâi la un punct în fața celor de la Rio Ave. Totuși, după doar trei etape de înfrângeri în prima ligă portugheză, cei de la Trofense au decis împreună cu António Conceição rezilierea de comun acord a contractului, într-un sezon pe care Trofense avea să-l termine pe ultimul loc.
António Conceição a fost antrenorul principal al celor de la CFR Cluj timp de 6 luni, între aprilie și noiembrie 2009, când a fost demis în urma rezultatelor proaste înregistrate în Europa League. A câștigat cu echipa clujeană Cupa României, învingând în finală pe FC Timișoara.
În decembrie 2009, Conceição a devenit antrenorul celor de la CF Os Belenenses, preluându-i pe aceștia de pe locul 16 și terminând pe locul 15, dar din păcate unul de asemenea retrogradabil.
În decembrie 2010 a fost adus pentru a conduce pe FC Brașov, alături de secundul Daniel Isăilă, la numire declarând că își dorește să câștige Cupa României, unde echipa era deja calificată în semifinale. El avea să rateze însă finala pentru doar patru minute, golul egalizator al lui Nicolae Dică din meciul retur trimițând-o pe Steaua București în finală. În campionat avea să termine pe locul 12, după ce preluase echipa de pe același loc, printre meciurile disputate fiind o memorabilă victorie cu 3-0 la București împotriva Stelei.
În urma unei serii de rezultate slabe înregistrate în meciurile amicale din stagiul de pregătire din Portugalia, dar și a nemulțumirii pentru faptul că nu s-au realizat anumite transferuri, antrenorul António Conceição a decis să își încheie pe cale amiabilă contractul cu echipa brașoveană la data de 14 iulie 2011.

## Palmares

### Ca jucător
FC Porto
- Primeira Liga: 1989-1990
- Taça de Portugal: 1990-1991

### Ca antrenor
CD Trofense
- Segunda Liga: 2007-2008

CFR Cluj
- Cupa României: 2008-2009, 2015-2016
- Supercupa României: 2009

Moreirense FC
- Segunda Liga: 2013-2014

## Legături externe
- Toni pe footballzz.co.uk
- Profilul lui Toni pe ForaDeJogo
- António Conceição da Silva Oliveira pe site-ul National-Football-Teams.com